# Niżnia Zbójnicka Szczerbina
Niżnia Zbójnicka Szczerbina (słow. Malá Zbojnícka štrbina) – przełączka w głównej grani Tatr w słowackich Tatrach Wysokich, położona w obrębie grupy Zbójnickich Turni. Oddziela od siebie Małą Zbójnicką Turnię na południowym zachodzie i Pośrednią Zbójnicką Turnię na północnym wschodzie. Północno-zachodnie stoki opadają z przełęczy do Doliny Zadniej Jaworowej, zaś południowo-wschodnie na Strzeleckie Pola w Dolinie Staroleśnej.
Najłatwiejsze drogi na przełęcz prowadzą od Zbójnickich Wrótek bezpośrednio granią lub z obejściem Małej Zbójnickiej Turni. Pierwszego wejścia na Niżnią Zbójnicką Szczerbinę dokonano 22 sierpnia 1908 roku, a autorami jego byli Mieczysław Świerz i Tadeusz Świerz.